# 이민영 (골프 선수)
이민영(1992년 3월 13일~)는 대한민국의 골프 선수이다. 
한화큐셀골프단 소속으로 활동하고 있다.